# Elección complementaria de Chile de octubre de 1957
El 20 de octubre de 1957 se realizó una elección parlamentaria complementaria para llenar la vacancia de un senador por la Segunda Agrupación Provincial, correspondiente a las provincias de Atacama y Coquimbo, producida por la muerte de Raúl Marín Balmaceda (PL) el 20 de agosto del mismo año. La elección extraordinaria fue convocada mediante un decreto promulgado el 5 de septiembre de 1957.
El mismo día de la elección parlamentaria complementaria se realizaron elecciones extraordinarias de un regidor en las comunas de Papudo —producto del fallecimiento de Edmundo Armando Guerrero Guerrero— y La Calera —producida por la renuncia de Alonso Zumaeta al haber sido elegido diputado en la elección extraordinaria de julio—. En dichas elecciones triunfaron José Ernesto Allende Zavala (independiente, único candidato que se presentó) en Papudo y Sergio Molina Murillo (PS) en La Calera.

## Candidaturas
El 22 de agosto Partido Liberal (PL) presentó como candidato al diputado Hugo Zepeda Barrios, quien posteriormente recibiría el apoyo de los partidos Conservador Unido, Agrario Laborista y Demócrata Cristiano. El 3 de septiembre la Junta Ejecutiva del PL proclamó a Zepeda como candidato.
El Frente de Acción Popular (FRAP) había propuesto inicialmente la candidatura de Roberto Flores Álvarez (PS). También se había propuesto la postulación de Baltazar Castro, quien declinó la nominación el 30 de agosto. El Partido Democrático (PDo), integrante del FRAP, anunció el 19 de septiembre que presentaría a Hernán Correa Labra como candidato a diputado. El Partido Radical (PR) había propuesto inicialmente un pacto con el FRAP para presentar al entonces diputado Manuel Magalhaes como candidato a senador, y en el caso de que este hubiera resultado electo, presentar como candidato a diputado a Roberto Flores Álvarez; sin embargo, dichas negociaciones no fructificaron ya que el 27 de septiembre Magalhaes retiró su postulación y el PDo presentó a Alejandro Serani Burgos como candidato senatorial en reemplazo de Correa Labra.
El Partido Radical dividió su apoyo entre los dos candidatos inscritos: si bien el Comité Ejecutivo Nacional del PR —a lo que se sumó la Asamblea Provincial del partido en Coquimbo— acordó entregar un apoyo indirecto a la candidatura de Hugo Zepeda, la Asamblea Radical de Copiapó acordó apoyar la postulación de Serani.

## Resultados
El número de electores inscritos en los registros, y habilitados para votar en la elección complementaria, fue de 64 322 ciudadanos (19 240 en la provincia de Atacama y 45 082 en la provincia de Coquimbo). Los resultados de la elección fueron los siguientes:
|  | 61.52 % |

|  | 38.48 % |

El resultado provisorio por departamento, entregado el mismo día de la elección, fue el siguiente:
|                       |        |        |
| Provincia de Atacama  |        |        |
| Copiapó               | 2108   | 2360   |
| Chañaral              | 600    | 839    |
| Huasco                | 1383   | 1505   |
| Freirina              | 679    | 297    |
| Total provincial      | 4770   | 5011   |
| Provincia de Coquimbo |        |        |
| La Serena             | 4169   | 2594   |
| Coquimbo              | 4435   | 2101   |
| Elqui                 | 1783   | 528    |
| Ovalle                | 4820   | 2191   |
| Combarbalá            | 785    | 421    |
| Illapel               | 3051   | 2049   |
| Total provincial      | 19 043 | 9884   |
| Total                 | 23 813 | 14 895 |
| Fuente: La Nación.    |        |        |

Hugo Zepeda juró como senador en la sesión realizada el 3 de diciembre de 1957; producto de que dejó su escaño en la Cámara de Diputados, debió convocarse a una nueva elección extraordinaria el 2 de marzo de 1958 para elegirse a su reemplazante en dicho escaño.